# Tranzitív reláció
|  |

Egy homogén kétváltozós relációt akkor nevezünk tranzitívnak, ha az elempárok azon tulajdonsága, hogy egymással relációban állnak, „láncszerűen” tovább adódik, mint például a testmagasság esetében a „magasabbnak lenni” relációnál: ha én magasabb vagyok az apámnál, az apám pedig magasabb az anyámnál, akkor én magasabb vagyok az anyámnál.

## Definíció
Az {\displaystyle A} halmazon értelmezett {\displaystyle \sim } reláció tranzitív, ha bármely {\displaystyle a,b,c\in A} esetén valahányszor {\displaystyle a\sim b} és {\displaystyle b\sim c} egyszerre teljesül, mindannyiszor {\displaystyle a\sim c} is teljesül.
Halmazelméletileg ez azt jelenti, hogy a reláció négyzete (önmagával való szorzata, kompozíciója) része önmagának {\displaystyle (\rho \rho \subseteq \rho )}.

## Példák
- az egyenesek párhuzamossága (mert ha az {\displaystyle e} egyenes párhuzamos az {\displaystyle f} egyenessel, az {\displaystyle f} egyenes pedig párhuzamos a {\displaystyle g} egyenessel, akkor az {\displaystyle e} egyenes szükségszerűen párhuzamos a {\displaystyle g} egyenessel is),
- a pozitív egész számok között az oszthatóság (mert ha az {\displaystyle a} osztható {\displaystyle b}-vel és {\displaystyle b} osztható {\displaystyle c}-vel, akkor {\displaystyle a} szükségszerűen osztható {\displaystyle c}-vel is),
- a halmazok között a tartalmazási reláció (mert ha az {\displaystyle A} halmaz tartalmazza a {\displaystyle B} halmazt, a {\displaystyle B} halmaz pedig tartalmazza a {\displaystyle C} halmazt, akkor az {\displaystyle A} halmaz mindenképpen tartalmazza a {\displaystyle C} halmazt is),
- valós számokon a kisebb-egyenlő, a nagyobb-egyenlő, a kisebb, a nagyobb, az egyenlőség
- minden ekvivalenciareláció, úgymint:
  - halmazokon az ekvivalencia, azaz számosságazonosság;
  - egész számokon az azonos paritás, vagy általánosabban az azonos maradékosztályba tartozás,
  - egy sík vagy a tér egyenesein a párhuzamosság
  - a tér síkjain a párhuzamosság
  - logikai formulák halmazán az logikai ekvivalencia
- Minden (elő)rendezési és rendezési reláció, pl.:
  - pozitív egész számokon az oszthatóság
  - halmazokon a tartalmazási reláció.
- az emberek között a „fölmenő rokona” reláció (mert ha egy személy fölmenő rokona egy másiknak, ez a másik pedig fölmenő rokona egy harmadiknak, akkor az első szükségszerűen fölmenő rokona a harmadiknak is).

## Ellenpéldák
- az egyenesek merőlegessége egy síkon (mert attól, hogy az {\displaystyle e} egyenes merőleges az {\displaystyle f} egyenesre, az {\displaystyle f} egyenes pedig merőleges a {\displaystyle g} egyenesre, az {\displaystyle e} egyenes nem lesz merőleges a {\displaystyle g} egyenesre),
- a pozitív egész számok között a relatív prímek reláció (mert ha {\displaystyle a} és {\displaystyle b} relatív prímek és {\displaystyle b} és {\displaystyle c} is relatív prímek, attól {\displaystyle a} és {\displaystyle c} még nem feltétlenül relatív prímek egymással, például {\displaystyle a=6,b=5,c=4} esetén sem)
- a halmazok között a diszjunktság reláció (mert attól, hogy az {\displaystyle A} és a {\displaystyle B} halmaznak nincs közös eleme, valamint a {\displaystyle B} és a {\displaystyle C} halmaznak sincs közös eleme még nem biztos, hogy {\displaystyle A} és {\displaystyle C} halmaznak sincs közös eleme),
- az emberek között az „ismerik egymást” reláció (mert ha egy ember ismer egy másikat, s ez a másik ismer egy harmadikat, attól az első még nem fogja szükségképpen ismerni a harmadikat).